# 6780 Borodin
6780 Borodin è un asteroide della fascia principale. Scoperto nel 1990, presenta un'orbita caratterizzata da un semiasse maggiore pari a 2,2493777 au e da un'eccentricità di 0,1759534, inclinata di 4,94573° rispetto all'eclittica.
L'asteroide è dedicato al compositore russo Aleksandr Porfir'evič Borodin .